# Behauptung ins Blaue hinein
Als Behauptung ins Blaue hinein bezeichnet man im deutschen Zivilprozessrecht die willkürliche Aufstellung von Tatsachenbehauptungen ohne greifbare Anhaltspunkte. Ein solches Vorbringen rechtfertigt keine Beweiserhebung und muss im Urteil nicht berücksichtigt werden.
Die Parteien haben im Zivilprozess ihre Erklärungen über tatsächliche Umstände vollständig und der Wahrheit gemäß abzugeben (§ 138 Abs. 1 ZPO). Über streitige Tatsachen ist Beweis zu erheben (§ 284, § 358, § 359 ZPO).
Es wird einer Partei aber häufig nicht erspart bleiben, Tatsachen zu behaupten, über die sie keine genauen Kenntnisse haben kann, die sie aber nach Lage der Dinge für wahrscheinlich hält. Rechtsmissbräuchlich und unzulässig wird ein solches prozessuales Vorgehen erst dort, wo die Partei ohne greifbare Anhaltspunkte für das Vorliegen eines bestimmten Sachverhalts willkürlich Behauptungen „aufs Geratewohl“ oder „ins Blaue hinein“ aufstellt. Anerkanntermaßen ist jedoch bei der Annahme von Willkür in diesem Sinne Zurückhaltung geboten. In der Regel wird sie nur das Fehlen jeglicher tatsächlicher Anhaltspunkte rechtfertigen können. Die Behauptung muss zumindest so konkret sein, dass sie eine Stellungnahme des Gegners ermöglicht und die Erheblichkeit des Vorbringens beurteilt werden kann.